# Permokarbon
Permokarbon ist eine Sammelbezeichnung für kontinentale, oft molassoide Sedimentgesteinsabfolgen, deren ältere Schichten während des jüngeren Karbons und deren jüngere Schichten während des älteren Perms zur Ablagerung kamen. Grund für die Zusammenfassung ist unter anderem, dass innerhalb einer solchen Abfolge die Grenze zwischen karbonischen und permischen Schichten aufgrund des Fehlens von chronostratigraphisch indikativen Fossilien (vgl. → Leitfossil) oft nur relativ vage bestimmt werden kann.
Im deutschen Sprachraum ist für solche Schichtenfolgen auch die Bezeichnung Permosiles(ium) in Gebrauch, nach der Bezeichnung Silesium für das Oberkarbon Mitteleuropas, das zumindest im höheren Teil (Westfalium und Stefanium) durchweg kontinental bis randmarin (paralisch) ausgebildet ist. Der „permische“ Anteil dieser Abfolgen wird auf lithologischer Basis als Rotliegend abgegrenzt, wobei die Basis des Rotliegend noch im obersten Karbon liegt.
Oberflächlich anstehend finden sich Abfolgen des Permokarbons in Deutschland unter anderem in der Saar-Nahe-Senke, im Thüringer Wald und in der Vorerzgebirgs-Senke.